# Enterolobium ellipticum
Enterolobium ellipticum är en ärtväxtart som beskrevs av George Bentham. Enterolobium ellipticum ingår i släktet Enterolobium och familjen ärtväxter. Inga underarter finns listade i Catalogue of Life.